# Kaczyłów
Kaczyłów – część wsi Pysznica w Polsce położona w województwie podkarpackim, w powiecie stalowowolskim, w gminie Pysznica.
W latach 1975–1998 Kaczyłów administracyjnie należał do województwa tarnobrzeskiego.